# Passerelle ToIP
 (juillet 2024).
La mise en forme du texte ne suit pas les recommandations de Wikipédia : il faut le « wikifier ».
Les points d'amélioration suivants sont les cas les plus fréquents. Le détail des points à revoir est peut-être précisé sur la page de discussion.
- Les titres sont pré-formatés par le logiciel. Ils ne sont ni en capitales, ni en gras.
- Le texte ne doit pas être écrit en capitales (les noms de famille non plus), ni en gras, ni en italique, ni en « petit »…
- Le gras n'est utilisé que pour surligner le titre de l'article dans l'introduction, une seule fois.
- L'italique est rarement utilisé : mots en langue étrangère, titres d'œuvres, noms de bateaux, etc.
- Les citations ne sont pas en italique mais en corps de texte normal. Elles sont entourées par des guillemets français : « et ».
- Les listes à puces sont à éviter, des paragraphes rédigés étant largement préférés. Les tableaux sont à réserver à la présentation de données structurées (résultats, etc.).
- Les appels de note de bas de page (petits chiffres en exposant, introduits par l'outil «  Source ») sont à placer entre la fin de phrase et le point final[comme ça].
- Les liens internes (vers d'autres articles de Wikipédia) sont à choisir avec parcimonie. Créez des liens vers des articles approfondissant le sujet. Les termes génériques sans rapport avec le sujet sont à éviter, ainsi que les répétitions de liens vers un même terme.
- Les liens externes sont à placer uniquement dans une section « Liens externes », à la fin de l'article. Ces liens sont à choisir avec parcimonie suivant les règles définies. Si un lien sert de source à l'article, son insertion dans le texte est à faire par les notes de bas de page.
- La présentation des références doit suivre les conventions bibliographiques. Il est recommandé d'utiliser les modèles {{Ouvrage}}, {{Chapitre}}, {{Article}}, {{Lien web}} et/ou {{Bibliographie}}. Le mode d'édition visuel peut mettre en forme automatiquement les références.
- Insérer une infobox (cadre d'informations à droite) n'est pas obligatoire pour parachever la mise en page.

Pour une aide détaillée, merci de consulter Aide:Wikification.
Si vous pensez que ces points ont été résolus, vous pouvez retirer ce bandeau et améliorer la mise en forme d'un autre article.
Une passerelle ToIP est une infrastructure de services, permettant à un abonné de téléphone classique (fixe, mobile ou satellitaire) de joindre généralement sans surcoût, un utilisateur de service VoIP (ou ToIP) ne disposant pas de numéro de téléphone classique, sans abonnement.
Malgré la démocratisation de l'accès à Internet, et notamment face aux solutions commerciales simplifiées (telles que Skype dans les années 2000, et les messageries sécurisées comme Whatsapp par la suite), ces solutions restent généralement méconnues du grand public.

## Histoire
Ce type de système profite de l'arrivée de protocoles de Téléphonie sur IP (VoIP/ToIP) via SIP (ou Jingle pour xmpp) à la fin des années 90 (et dix ans plus tard pour Jingle) sur Internet pour permettre les communications entre les internautes de manière gratuite ; différentes entreprises et petits opérateurs locaux vont alors proposer d'appeler du réseau ToIP vers le réseau téléphonique classique (PSTN) à un certain coût, et la tendance commerciale inverse, à savoir appeler du réseau téléphonique classique (PSTN) vers les utilisateurs ToIP (appels Internet) de manière gratuite.

## SIPBroker (protocoleSIP)
Le plus ancien encore en service. Initié en 2005, géré bénévolement par un Australien et encore en service aujourd'hui (2024), il traiterait plusieurs centaines d'appels par an.
Ce service est entretenu financièrement par différents fournisseurs de téléphonie (VoIP/ToIP), qui ne sont pas des gros opérateurs réseaux classiques (c'est-à-dire avec de lourdes infrastructures), mais des revendeurs de temps de communication auprès de particuliers ou de sociétés. Bien qu'ayant un petit succès auprès d'une clientèle, ils mettent à disposition gratuitement auprès de SIPBroker, les différentes passerelles à différents pays du monde. Ces opérateurs sont généralement les très connus VoIP.ms, DIDWW, Callcentric, et quelques autres.

### Principe et fonctionnement
Une passerelle PSTN vers SIP est un serveur informatique auquel un numéro de téléphone fixe virtuel a été attribué ; par exemple, la passerelle +34-97-157-99-12, située en Espagne, permet de joindre un utilisateur VoIP partout dans le monde. Il faut cependant porter une attention particulière au ping (la latence). Une fois la communication vers la passerelle établie, il faudra composer l'étoile (*), suivi du numéro de réseau, puis du numéro d'utilisateur (c'est-à-dire de son interlocuteur). Par exemple, à titre d'illustration : Alice a un numéro (ou alias, ou DID) VoIP 9839 via son opérateur Voip.ms (228), alors l'appelant devra renseigner le *2289839, qui sera mis en contact avec Alice si son appareil est connecté. Le numéro de réseau peut être obtenu sur le site de Sipbroker, celui d'utilisateur VoIP, peut être trouvé via son interface de service VoIP.
1. Il suffit d'appeler le numéro d'une passerelle (voir la partie "PSTN Numbers[8]" du site) de son pays, avec un téléphone classique
2. Une fois que la voix robot se fait entendre, entrer l'étoile, suivi du numéro du fournisseur de services (voir page "Numbers search[9]"), et du numéro/alias de l'utilisateur
3. Si l'utilisateur VoIP est en ligne, sa ligne sonnera et la communication peut être établie.

En plus d'être joignable via les passerelles du réseau téléphonique classique PSTN vers SIP, alice pourra être joignable via son URI, directement d'internet à internet, tel skype le proposait, avec n'importe quel client VoIP. Par exemple, joindre alice ('at\) voip.ms sera possible à partir de bob ('at) linphone.org, grâce à la magie de l'interopérabilité du protocole SIP.

### Avantages
- communications généralement gratuites, sans surcout par le fournisseur de service[11]
- passerelles présentes dans un grand nombre de pays (approximativement la moitié, dont l'Amérique du Nord en a plusieurs dizaines)
- ne nécessite pas à l'appelant de posséder un smartphone, une simple ligne fixe est suffisant.

### Inconvénients
- Comme tout appel sur le réseau téléphonique classique (PSTN), celui ci peut faire l'objet d'une mise sur écoutes.
- Certaines passerelles ont un nombre maximal de communications simultanées
- Moins de la moitié des pays du monde disposent d'une passerelle. En Asie, seul le Japon en dispose d'une. Cependant, il arrive que les opérateurs de certains pays, n'appliquent pas de surcout aux appels vers les pays voisins.
- Certains rares opérateurs dans certains pays, par exemple en Amérique du Sud, peuvent facturer les appels vers ce type de services, bien que les opérateurs VoIP (fournissant le service) ne les facturent jamais. Cette facturation est généralement appliquée à tout appel classique, n'étant pas à destination d'un abonné fixe ou mobile classique, et n'est pas un choix du fournisseur des passerelles, mais de l'opérateur fixe ou mobile duquel la communication est passée.
- Ce service peut être considéré désuet par l'arrivée massive des smartphones, mais aussi de la gratuité de nombreuses télécommunications entre téléphones fixes, vers certaines destinations à l'étranger. Toutefois, tous les opérateurs ne les offrent pas gratuitement, certaines destinations (exemple, la Suisse) restent souvent facturées à la minute

## JMP.chat (protoncolexmpp)
à la fin des années 2010, un certain engouement pour les messageries chiffrées propriétaires prend fin, notamment face à la triopole des géants Whatsapp, Telegram et Signal, dont les CGU entrainent un certain nombre d'utilisateurs à s'en séparer, ou à changer de service. Certains services voient le jour avec un certain succès, comme le protocole Matrix, mais également xmpp, via les applications mobiles Monal (iOS) et Conversations/Quicksy (android/AOSP), ou Dino (Windows/Linux/Macos), qui supporte depuis plusieurs années la voix/visio. Un service en ligne utilisant xmpp voit le jour : JMP.
JMP permet d'obtenir un numéro à indicatif nord-américain et à rediriger celui-ci vers l'adresse xmpp de son choix. L'abonnement est très peu cher, profite de la popularité des smartphones, bien qu'il soit possible de se connecter à xmpp à partir d'une tablette ou d'un ordinateur classique, et profite de la fin de facturation des appels vers les fixes à l'étranger, pour permettre d'avoir un numéro classique (indicatif +1) utilisable sur n'importe quel appareil. Ce service est fourni par les bénévoles de l'association Canadienne des Soprani, promouvant des communications sur internet via le protocole xmpp ouvert et décentralisé. En complément, JMP met à disposition l'accès à son service via un numéro de réseau chez SIPBroker, pour permettre les appels vers les adresses xmpp , bien que la procédure soit fastidieuse. Il faut en effet convertir l'adresse xmpp à joindre, en suite numérique assez longue à donner à la passerelle.

## iNum (protocoleSIP)
à la fin des années 2000, différents acteurs initient le standard iNum, à savoir un numéro de téléphone virtuel, accessible des indicatifs +882 et +883, pour permettre aux internautes partout dans le monde de recevoir des appels, de manière totalement gratuite. Cependant, face à la surfacturation des opérateurs classiques qui ne jouent pas le jeu, pour décourager cette nouvelle tendance, et face à l'émergence des applications de messagerie mobiles, le service est fermé une dizaine d'années plus tard.
Ce service était assuré par l'opérateur Voxbone, au travers de différents distributeurs comme Ippi, qui fournissait de numéros iNum gratuitement à ses abonnés, et était standardisé par l'ITU. Plus d'informations sont disponibles sur la page anglophone de wikipedia.

## Astuces

### Pallier l'absence de Volte
Une astuce méconnue consiste à utiliser le principe des Passerelles ToIP/VoIP comme contournement de l'absence de compatibilité d'un smartphone à la fonctionnalité de Voix sur LTE (VoLTE) : il suffit de paramétrer son client VoIP sur son téléphone, avec un fournisseur mettant à disposition un alias alphanumérique, dont le fournisseur est connecté à un fournisseur de passerelles, pour qu'il redirige les appels de l'abonné VoIP vers son appareil mobile. Cette astuce a pu être utilisée dans le cadre de l'absence de compatibilité d'appareils sur la Voix sur LTE, alors que celle ci peut devenir indispensable en cas d'absence de couverture 2G et 3G. Attention, cette astuce ne permet pas « par magie » d'utiliser le numéro d'abonné mobile, mais bien un numéro différent attribué par un fournisseur de service VoIP (donc totalement indépendant du numéro d'abonné mobile), et joignable via passerelle.

### Permettre les appels en wifi
La même astuce permet de profiter d'une forme de Voix sur Wifi, à la condition d'être connecté à un réseau wifi connecté à Internet ; cependant, la communication ne fonctionnerait qu'à portée du point d'accès, mais permettrait de recycler un téléphone inutilisé, sans avoir à payer d'abonnement.

## Observations
Certains ingénieurs laissent penser que le protocole SIP et le protocole XMPP, sont à la téléphonie pour le premier, et à la messagerie pour le second, ce que l'email est à internet, car ils reposent sur le même fonctionnement : interopérable et décentralisé, il est possible d'envoyer avec un ordinateur, depuis une adresse email SFR.fr, vers un appareil mobile disposant d'une adresse mail wanadoo.fr, sans aucune difficulté.
Il s'agit du même fonctionnement pour la voix/messagerie XMPP, et pour le protocole SIP , à partir du moment où le fournisseur de service a accepté d'ouvrir son service aux fournisseurs extérieurs, ce qui est souvent le cas mais pas systématiquement. C'est sur cette ouverture que le service SIPBroker fonctionne, et que l'iNum fonctionnait. A noter que pour des raisons évidentes, cette ouverture ne sera jamais effective sur le service Volte ou Vowifi des opérateurs de téléphonie classiques.